# Canal Vie
Canal Vie è un canale televisivo canadese a pagamento di proprietà di Astral Media; si concentra prevalentemente sugli stili di vita e di intrattenimento rivolti alle donne, in forma di talk show, documentari, reality show, film e altro ancora. I temi sono di vari argomenti tra cui la casa, la cucina, la salute, i genitori, e le relazioni.

## Storia
Il 4 settembre 1996, la Canadian Radio-television and Telecommunications Commission (CRTC) ha concesso l'approvazione per una licenza di trasmissione televisiva di Radiomutuel Inc. per un canale chiamato Le Canal Vie, descritto come "un servizio di specialità nazionale in francese che si dedica a programmi di informazione e di intrattenimento incentrata su tre argomenti specifici: lo stile di vita (relazioni umane, sociali e interpersonali), la salute (fisica e mentale), e attività all'aperto per le famiglie o individui."
Il canale è stato lanciato l'8 settembre 1997 con il nome di Canal Vie.
Nel giugno 1999, Astral ha annunciato le sue intenzioni di acquistare Radiomutuel, che sono state approvate dalla CRTC il 12 gennaio 2000. La transazione si è conclusa poco dopo.

### Canal Vie HD
Il 30 ottobre 2006 Astral Media ha lanciato Canal Vie HD, un servizio in HD di Canal Vie.

## Distribuzione internazionale
- Saint-Pierre e Miquelon - distribuito su sistemi SPM Telecom.